# Клиасс, Жозе
Жозе Клиасс (порт. José Kliass, собственно Клясс, нем. Joseph Kliass; 11 августа 1895, Полтава — 1970) — бразильский музыкальный педагог еврейского происхождения.
Сын Лейба Клясса и его жены Эстер, урождённой Финкельсон. Окончил берлинскую консерваторию Штерна по классу фортепиано, ученик Мартина Краузе. Некоторое время жил в Париже, где консультировался у Маргерит Лонг и Альфреда Корто.
В годы Первой мировой войны эмигрировал в Бразилию, обосновавшись в Сан-Паулу и став ведущим фортепианным педагогом города. Среди важнейших его учеников — Бернардо Сегал, Анна Стелла Шик, Жоси де Оливейра, Исабель Моран, а также его племянницы Эстелинья Эпштейн и Яра Бернетте. Некоторое время также преподавал в США в Университете Бригама Янга. Метод Клиасса восходил к европейским методам фортепианной педагогики, разработанным Рудольфом Брайтхауптом и Тобиасом Маттаем.
Сын, Владемир Клиасс (порт. Wlademir Kliass; 1929—1985) — архитектор; его жена Роза Грена Клиас — известный бразильский ландшафтный архитектор.
Имя Клиасса носит улица (порт. Rua Professor José Kliass) в Сан-Паулу.